# Eadweard Muybridge
Eadweard Muybridge (9. travnja 1830. – 8. svibnja 1904.) bio je fotograf porijeklom iz Britanije, poznat prvenstveno po ranom korištenju višestrukih fotoaparata da uhvati kretanje, te po zoopraksiskopu, uređaju za projiciranje pokretnih slika koji se koristio prije današnje celuloidne filmske trake.

## Mladost i prvi radovi
Muybridge se rodio kao Edward James Muggeridge u engleskom gradu Kingston-on-Thames. Smatra se da je promijenio ime prema kralju Eadweardu kako je napisano na podnožju krunidbenog kamena u Kingstonu, koji je tamo ponovo podignut 1850. Muggeridge je postao Muygridge i zatim Muybridge nakon što se preselio u SAD početkom 1850-ih.
Muybridge je 1855. stigao u San Francisco i počeo raditi kao izdavački agent i knjižar. Počeo se zanimati za fotografiju, čemu je najviše pomogao dugi oporavak u Engleskoj nakon što je 1860. zamalo poginuo u nesreći kočije. Vratio se u San Francisco 1866. i zaposlio se u mjesnoj fotografskoj radnji. Neki tvrde da je pomagao fotografu krajolika Carletonu Watkinsu, ali to nije potvrđeno.

## Fotografiranje Divljeg zapada
Za Muybridgea se prvi put čulo 1867., kad je objavio fotografije Yosemitea i San Francisca. Ubrzo se proslavio svojim fotografijama krajolika, koje su slavile veličanstvo i prostranstvo Divljeg zapada. Slike je objavljivao pod pseudonimom "Helios". Ljeti 1868. Muybridge je dobio narudžbu da fotografira ekspediciju američke vojske na netom kupljenu Aljasku.
Kalifornijsko geološko društvo pozvalo ga je 1871. da fotografira za istraživanje Visoke Sijere. Iste se godine vjenčao s Florom Stone. Zatim je proveo više godina putujući kao uspješan fotograf. Željeznička je pruga 1873. stigla do indijanskog teritorija, a Vojska SAD-a unajmila je Muybridgea da fotografira ratove Modoca koji su uslijedili.

## Rad sa Stanfordom
Budući kalifornijski guverner Leland Stanford, poslovni čovjek i vlasnik konjskog trkališta, platio je Muybridgeu 1872. da riješi jedno pitanje (a ne okladu, kao što se obično smatra): Stanford je tvrdio da u konjskom galopu postoji trenutak kada su sva četiri kopita u zraku. Da bi našao odgovor, Muybridge je razradio shemu za trenutačno snimanje pokreta. Muybridgeova je tehnika uključivala kemijske formule za razvijanje fotografija i električni otponac koji je napravio Stanfordov elektroiženjer John D. Issacs. Muybridgeov je odnos sa Stanfordom bio dug i buran, ali upravo je zbog tog rada fotograf ušao u povijest.
Muybridge je 1874. otkrio da mu žena ima ljubavnika, nekog bojnika po imenu Harry Larkyns. Pošao je Larkynsu u posjet 17. listopada 1874. Rekao mu je: "Dobra večer, bojniče, zovem se Muybridge, a ovo je odgovor na pismo koje ste poslali mojoj ženi." Zatim ga je ustrijelio. Suđeno mu je zbog umorstva, ali oslobođen je zbog "opravdanog ubojstva". Taj događaj iz Muybridgeova života je tema opere Fotograf Philipa Glassa iz 1982., gdje je tekst preuzet iz njegova suđenja i njegovih pisma ženi. Muybridge je bio uvjeren da mu je žena rodila Larkynsovo dijete (iako je u odrasloj dobi ovaj vrlo sličio Muybridgeu).
Nakon što je oslobođen, otišao je na neko vrijeme iz SAD-a i snimao po Srednjoj Americi, da bi se vratio 1877. NJegov sin Florado Helios Muybridge (zvan "Floddie") poslan je u sirotište, a poslije je radio kao težak i vrtlar. Umro je u prometnoj nesreći 1944., u 69. godini.
Muybridge je 1878. uspješno fotografirao konja u trku koristeći niz od pedeset fotoaparata. Aparati su raspoređeni na stazi usporednoj s kretanjem konja, a svaki bi aparat aktivirala nategnuta žica koju bi povukla konjska kopita. Taj niz fotografija, snimljen na današnjem Stanfordskom sveučilištu, zove se "Konj u pokretu" (The Horse in Motion) i pokazuje da su u jednom trenutku uistinu sva kopita u zraku, iako ne u času njihova najvećeg razmaka, kao što su prikazivali tadašnji slikari, nego u času kad su sva podvučena ispod konja, kad kretanje prelazi iz "povlačenja" prednjim nogama na "guranje" stražnjim.

## Zoopraksiskop
Zatim je vršio kemijska istraživanja metoda razvijanja fotografija da bi bolje uhvatio kretanje. Nadajući se da će iskoristiti znatno zanimanje javnosti za te slike, Muybridge je izumio zoopraksiskop, sličan zoetropu, ali njegov je uređaj projicirao slike da publika vidi realistično kretanje. Sustav je po mnogo čemu bio predak današnjeg filma.
Muybridge je koristio tu tehniku mnogo puta da fotografira ljude i životinje te proučava njihovo kretanje. Ljude je često fotografirao oskudno odjevene ili gole, u raznim radnjama, od boksanja i spuštanja stubištem do geganja male djece. Zato se njegovi radovi mogu uvrstiti među prva biomehanička istraživanja.
Slično postavljeni sinkronizirani fotoaparati danas se koriste za fotografiranje specijalnih efekata, ali s obratnim ciljem: mijenjati kut snimanja dok scena ostaje nepomična.
Eadweard Muybridge vratio se 1894. u Englesku, gdje je 1904. umro u rodnom gradu, u domu rođakinje Catherine Smith, Park View, 2 Liverpool Road. Spaljen je, a pepeo mu je zakopan u Wokingu.

## Utjecaj
Kod sljedećih se ljudi može primijetiti Muybridgeov utjecaj:
- John Gaeta - Iskoristio je osnovna načela Muybridgeove fotografije da stvori filmsku tehniku usporenog kretanja u filmu The Matrix.
- Etienne-Jules Marey - Snimio je prvu seriju kretanja uživo pomoću jedne kamere.
- Thomas Eakins - Surađivao je s Muybridgeom i nastavio njegova istraživanja pokreta, te je svoja otkrića uklopio u svoj umjetnički rad.
- Thomas Edison - Patentirao je filmsku kameru.
- William Dickson - Pripisuje mu se otkriće filmske kamere.
- Marcel Duchamp - Naslikao je Akt koji silazi stubištem, broj 2.

Osim toga, i današnji animatori i umjetnici koriste Muybridgeov rad u svojim djelima. Grupa U2 snimila je spot za pjesmu Lemon 1993. kao hommage Muybridgeovim tehnikama. Grupa za elektronsku glazbu The Crystal Method snimila je 2004. spot za pjesmu "Rođen prespor" (Born Too Slow) koji se zasnivao na Muybridgeovu radu.
Ljeti 2004., za vrijeme Olimpijade u Ateni, bostonska je galerija imala izložbu o drevnoj Grčkoj na kojoj su dvije Muybridgeove fotografije visjele pokraj novijih snimaka športaša.

## Vanjske poveznice
- Tesseract - dvadesetminutni eksperimentalni film koji priča o Muybridgeovoj opsjednutosti vremenom i slikom vremena na prijelazu stoljeća.
- Studies in Motion: The Hauntings of Eadweard Muybridge - Internetska stranica drame Kevina Kerra koja umjetnički prikazuje određena razdoblja Muybridgeova života.
- Animacija prvih pokretnih slika u filmskoj povijesti. Umjetnica: Carola Unterberger-Probst
- 1872, Yosemite American Indian Life - Muybridge je snimio mnogo fotografija o životu Indijanaca u Yosemiteu.